# Romancoke
Romancoke è un'area non incorporata situata nella Contea di re Guglielmo in Virginia, negli Stati Uniti, .
George Washington Parke Custis, padre di Mary Anna Randolph Custis Lee (moglie poi del generale Robert E. Lee) era proprietario della piantagione di Romancoke oltre che delle piantagioni di Arlington e White House. Col suo testamento egli nominò il generale Lee quale suo esecutore e gli lasciò la gestione diretta di quasi 200 schiavi. La guerra civile americana ed il proclama di emancipazione intervennero a modificare questo status delle cose nel 1862. Il secondogenito di Lee, Rooney Lee, gestì sia la piantagione di White House che quella vicina di Romancoke dopo aver dato le dimissioni dall'esercito statunitense. Suo figlio più piccolo, Robert E. Lee, Jr., ereditò Romancoke e dopo la guerra prese residenza in questo luogo (a quattro miglia da West Point).